# Станислав Болковски
Станѝслав Болко̀вски (на полски: Stanisław Bolkowski) е полски електроинженер, учен, професор, заместник-председател на Електротехническия комитет на Полската академия на науките (1993 – 1995, 2003 – 2019), председател на Асоциацията на полските електроинженери (1998 – 2006 г.), автор на академични и технически учебници по електротехника.

## Биография
Роден е на 12 декември 1930 г. в Ровно. През 1940 г., заедно с майка си е експулсиран в Сибир от НКВД в СССР. След завръщането си през 1946 г. се премества със семейството си в Лодз. През 1950 г. започва обучение във Факултета по електротехника на Варшавската политехниката, което завършва през 1956 г. с диплома за магистър по инженерство, специализирайки в областта на електрическите мрежи. Още като студент, през 1952 г., той започва работа като асистент в Политехниката, а през 1965 г. получава докторска степен там. През 1971 г. става доцент, през 1983 г. – професор, а през 1992 г. е назначен за редовен професор.
Свързан е с Варшавската политехника, а от 2002 г. и с Бялистокската политехника. Декан на Факултета по електротехника на Варшавската политехниката (1987 – 1993), след това и неин заместник-ректор (за дидактиката през 1996 – 1999, за науката през 1999 – 2002). През 2009 г. му е присъдена почетна докторска степен от Силезийската политехника.
Специалист по електротехника, Станислав Болковски е преподавател на няколко поколения електроинженери. Той е един от съавторите на „Наръчник на електроинженера“.
Заслугите му към Асоциацията на полските електрици са наградени със златни почетни знаци на „SEP“ и „NOT“, медал на Мечислав Пожариски, медал на Адам Хофман, медал на Михаил Доливо-Доброволски, медал на Юзеф Венглаж, статуетка „Изключителен учител, наставник и съюзник на младежта“, а през 2002 г. – с най-високото в Асоциацията достойнство на почетен член на „SEP“.
За своята научна и дидактическа дейност професор Болковски е награден с орден на Възраждане на Полша, златен кръст за заслуги, медал на Комисията за национално образование, златна значка „За заслуги в енергетиката“, Златна значка „За заслуги в комуникацията“.